# Resolution 2560 des UN-Sicherheitsrates
Die Resolution 2560 des UN-Sicherheitsrats wurde am 29. Dezember 2020 verabschiedet. Es war die letzte Resolution des Sicherheitsrates im Jahr 2020.
Die Resolution, die einstimmig angenommen wurde, ermutigte die Mitgliedsländer, aktiver in Bezug auf die Durchsetzung von Sanktionen gegen Einzelpersonen und Gruppen, die mit dem Islamischen Staat, Levante und Al-Qaida in Verbindung stehen, zu arbeiten. Der Sicherheitsrat forderte die Länder auf, intensiver mit dem Komitee zusammenzuarbeiten, das die Durchsetzung von Sanktionen gegen diese terroristischen Gruppen im Irak, Syrien, Libyen und Somalia überwacht.
Darüber hinaus drängte die Resolution darauf, dem Ausschuss Listen und Daten über Personen, Gruppen, Unternehmen und Einrichtungen zu übermitteln, die die in der Resolution 2368 festgelegten Kriterien erfüllen könnten, um das Material über die Sanktionen gegen den Islamischen Staat und Al-Qaida zuverlässig und aktuell zu halten. Er empfahl außerdem die Einrichtung eines Teams zur Überwachung der Sanktionen, das die in der Resolution 2368 festgelegten Ausnahmeregelungen untersuchen und eine Empfehlung für den Ausschuss ausarbeiten soll, ob eine Aktualisierung der Ausnahmeregelungen erforderlich ist.